# Compsa
Compsa (en llatí Compsa, en grec antic Κῶμψα) va ser una ciutat dels hirpins, situada prop del naixement del riu Aufidus i propera als límits amb Lucània. Claudi Ptolemeu la fa una ciutat lucana, però Titus Livi diu expressament que pertanyia a Irpínia, i ho confirma Plini el Vell.
Tenia una bona posició, ja que estava situada en un promontori elevat que dominava la vall del riu, i per això Hanníbal la va ocupar després de la batalla de Cannes l'any 216 aC, per deixar-hi els bagatges i el botí mentre avançava cap a la Campània. Fabi Màxim la va recuperar per Roma al cap de dos anys, el 214 aC. Segons Vel·lei Patercle a Compsa va ser assassinat Tit Anni Papià Miló, el perseguidor de Publi Clodi Pulcre, però probablement és un error, ja que Juli Cèsar diu que va morir a Cosa, a Lucània.
No és torna a mencionar la ciutat, però en temps de Ciceró era un municipi romà, posició que va mantenir durant l'Imperi. Es conserva una inscripció que l'esmenta com Res Publica Cossana.
A l'edat mitjana, la seva posició fàcil de defensar la va fer important i al segle x era la seu d'un arquebisbat.
Queden molt poques restes (algunes inscripcions i sarcòfags). Va tenir un temple dedicat a Júpiter Vicilinus, segons Titus Livi, un epítet que no es troba en cap més lloc, del qual es poden veure unes petites restes a Voghino prop de Conza, que és el nom modern de Compsa.